# گوتاما بودا

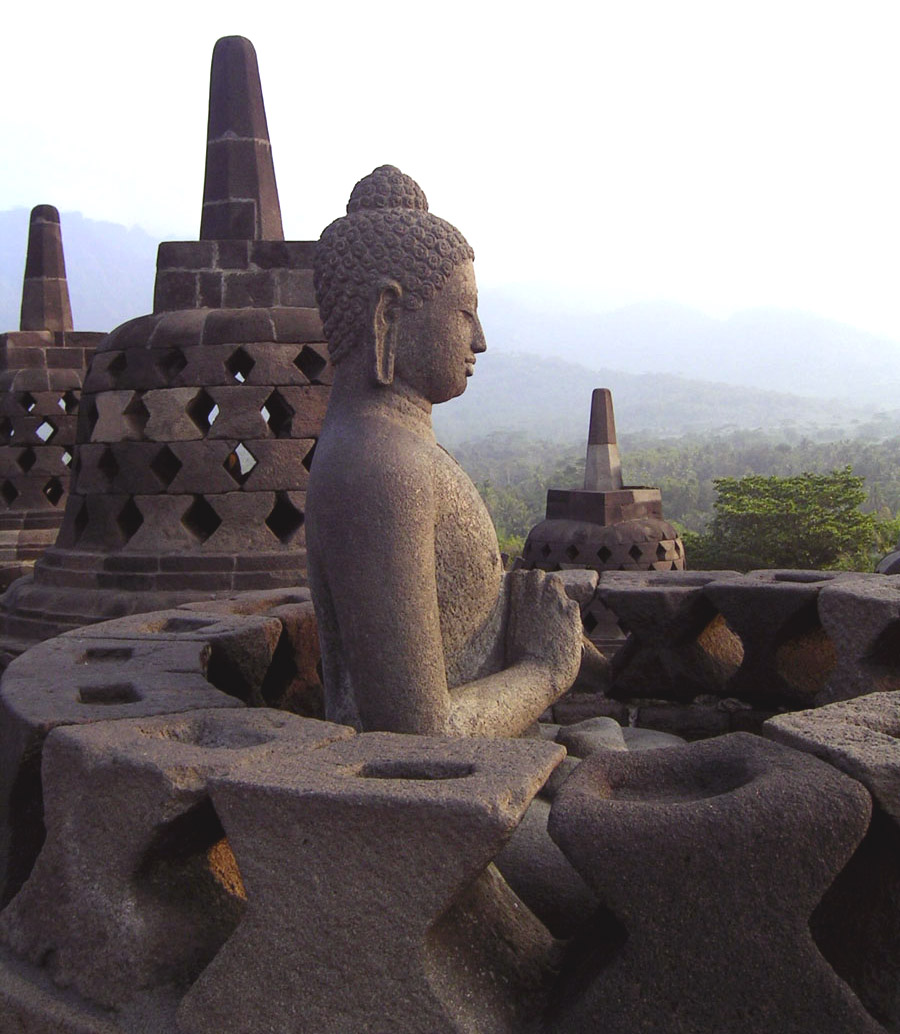
تندیس بودا در بوروبودور (جاوه اندونزی) حدود ۴۸۳ تا ۵۶۳ پ.م.

سیدارتا گَوتاما بودا (به هندی: गौतम बुद्ध) ریاضت‌کش و حکیمی بود که بر پایهٔ آموزش‌های وی، آیین و اندیشه فلسفی بودایی بنیان گذاشته شد. بودا میان سدهٔ چهارم و ششم پیش از میلاد در بخش خاوری هند باستان می‌زیسته‌است.
بودا میان‌راهی را آموخت که حد فاصلی بود میان زیاده‌روی‌های نفسانی و ریاضت خواهی‌های شدیدی که در جنبش شمنی متداول در دین او پیدا شده بود.
او سپس در دیگر بخش‌های خاوری هندوستان از جمله ماگدها و کوشل به آموزش پرداخت.
گوتاما، شخصیت محوری در آیین بودایی است. به باور بوداییان، او آموزگاری بیدارشده بود که به کمال بودا رسیده بود و بصیرت خود را در اختیار دیگران گذاشت تا تناسخ  و زجر کشیدن در موجودات حس دار پایان گیرد. پیروان او، روایات زندگی، گفتمان‌ها و قانون‌های رهبانیت وی را پس از مرگش گردآوری کردند و به یاد سپردند. مجموعه‌های متفاوتی از آموزه‌هایی که به وی نسبت داده شده به صورت شفاهی سینه به سینه نقل شده و نخستین بار حدود ۴۰۰ سال پس از درگذشت او، به رشتهٔ تحریر درآورده شد.

## ریشه واژه
واژه بودا یعنی بیدار شده یا به عبارت دیگر، کسی که به روشنی رسیده‌است، واژه بودا با بئوذه /baodha/اوستا و بود و بوی فارسی هم‌ریشه است. این واژه در فارسی امروزی به بوی و بو تبدیل شده که هم به معنی فکر و اندیشه است و هم به معنی حس شامه. البته در دوران فارسی میانه (شاهنشاهی ساسانی) این واژه به عنوان وام‌واژه از زبان سانسکریت و به معنی خاص فرد بودا و دین بودایی با صورتِ بوت یا بت به زبان فارسی میانه (پهلوی) وارد شده‌است و این همان واژه‌ای است که در فارسی مدرن به معنی بت (پیکره‌ای که پرستیده می‌شود) به کار می‌رود.

## سیدارتا گوتامای تاریخی
بیشتر این را می‌پذیرند که بودا در عصر ماهاجاناپادا و زمان پادشاهی بیمبیسارا فرمانروای ماگدها می‌زیست، به آموزش پرداخت و یک نظام رهبانیت را پایه گذاشت. (۵۵۸ تا ۴۹۱ یا ۴۰۰ پیش از میلاد).
او در زمانی که اجاتشترو جانشین بیمبیسارا شده بود درگذشت.

## افسانه زندگی

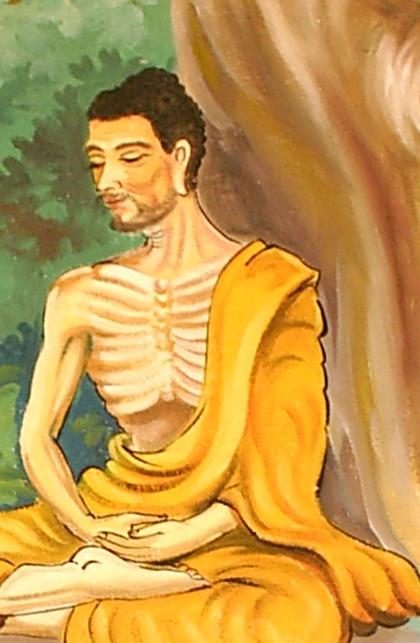
تصویر گوتاما بودا در حال مدیتیشن

بنا بر داستان‌های بودایی، سیدارتا (واژه سیدارتا به معنی کمالجو است) شاهزاده‌ای بود بنام سیدارتا گوتما از تیره شاکیا ایل ساکی در منطقه کاپیلاواستو در نپال امروزی می‌زیست. گوتاما بودا ملقب به ساکیامونی یا رئیس قبیله ساکی در هند بود و نام یک شاهزاده ساکی از قوم سکا می‌باشد.
او در باغ‌های لومبینی در نپال کنونی به دنیا آمد. پس از زایش توجه پیشگویان به او جلب شد و پیشگویی ایشان بدین‌گونه بود که سیدارتا در آینده یا پادشاهی جهانگیر خواهد شد یا روحانی‌ای بیداردل که جهانیان را از خواب نادانی خواهد رهاند. پدر سیدارتا یعنی سودودانا شاه برای اینکه پسرش در راه اول قرار گیرد وی را در ناز و نعمت پروراند و در کاخ‌هایی محفوظ قرار داد تا سیدارتا با رنج‌ها و کاستی‌های زندگی آشنایی نیابد. با این حال سیدارتای کمال‌جو در سن ۲۹ سالگی از کاخ‌ها گریخت و در طی چهار بار گریز خویش با چهار منظره آشنا گشت: پیری، بیماری، مرگ و شخصی پارسا که در پی رهایی از رنج‌ها بود. دیدن چهارمین منظره بر سیدارتا تأثیری ژرف نهاد و بر آن شد تا زندگی شاهزادگی را کنار نهاده و به جستجوی حقیقت شرایط آدمیان بپردازد. پس از گذراندن مدتی با مرتاضان در جنگل‌ها، آن راه را راه راستین حقیقت یابی ندانست و راهی میانه در پیش گرفت.
سیدارتا پس از شش سال آزمودن و پویش در مکانی به نام بودگایا زیر درختی به نام درخت بیداری (بودی) به درون‌پویی (مراقبه و مکاشفه) نشست و پس از چیرگی بر ترفندهای مارا، دیو دیوان، به دریافت رموز و بیداری کامل رسید و بودا گشت. واژه بودا یعنی «بیدار شده» یا به عبارتی «به روشنی‌ رسیده» ‌است.

## خلاصه زندگی بودا
در سال ۵۶۳ قبل از میلاد مسیح در یک شب مهتابی در وایساک‌ها در کاپیل-واستو شاهزاده ساده-اود-آنا و همسرش ماهام-آیا در بیشه سلطنتی لومبینی در زیر درخت Sal صاحب پسری شدند. در روز پنجم تولد نوزاد سیدارتا نامیده شد و در روز هفتم عمر مادرش به پایان رسید. خواهر کوچکتر ماهامایا به نام پراجابتی گاتامی این کودک را مانند مادری دلسوز پرورش داد. در سال‌های آموزش شاهزاده سیدارتا آموزش‌های اولیه لازم و جنگاوری را تعلیم دید، اما اطرافیان معمولاً او را در افکار عمیق مشاهده می‌کردند – افکاری راجع به درد و رنج انسان‌ها. او مخالف بهره‌برداری انسان‌ها از یکدیگر، نابرابری، فقر، خشونت و وجود طبقه اجتماعی بود. او در سن شانزده سالگی با شاهزاده خانمی بسیار زیبا به نام یاشودهارا، دختر پادشاه دوادها ازدواج کرد. سیدهارتها بیست و نه ساله بود که صاحب پسری زیبا به نام رادهولا شد واین واقعه را به عنوان دلبستگی جدیدی به این زندگی مادی تفسیر کرد. او قصر، پدر و مادرش، همسر زیبا و نوزادش را به جستجوی راهی برای نجات بشریت از چرخه رنج و عذاب ترک کرد. با این تفکر که تحمل ریاضت‌های سخت و طاقت فرسا موجب مرگ او خواهد شد دوستانش را ترک کرد و در کناره شرقی رود نیرانجانا ساکن شد. در این مکان بود که ساجاتا دختر کدخدای دهکده سنانی به او شیربرنج تعارف کرد. بعد از پذیرش غذای ساجاتا سیدارتها به سمت دیگر رودخانه در جنگل اورولا رفت و دربعد از ظهر همان روز بر روی سبزه در زیر درخت انجیر و رو به سمت شرق نشست. او که عزم خود را برای رسیدن به حقیقت جزم کرده بود جنگ خود علیه مارا شیطانی که عهد کرده بود مانع رسیدن او به حقیقت شود آغاز نمود. بعد از رسیدن به روشن بینی بودا هفت هفته دیگر را در هفت مکان مختلف پیرامون درخت ماهابودهی به منظور استفاده از این دستاورد بزرگ برای زندگی انسانی و عدم تولد مجدد در این دنیا گذراند.
آنچه نیروانا را از سایر تجارب شخصیت‌های معنوی تاریخ متمایز می‌کند فقدان الوهیت و عدم استفاده از امور الهی و عدم تکیه بر الهیات و ماوراءالطبیعه در رسیدن به نیروانا از جانب بوداست. بودا ملحد نبود اما در راه رسیدن به حقیقت کار هستی کاملاً به الهیات و ماوراءالطبیعه بی اعتنا بود و نیروانا حاصل کوشش یک انسان بدون هیچ کمک و مساعدت نیروهای الهی و ماورایی است. کشف بودا حاوی این حقیقت است که آرامش و رهایی و آگاهی ابتدا در کنترل ذهن او نهفته‌است نه هیچ شرط بیرونی دیگر، و رهایی و آرامش کامل در «اینجا و اکنون» یافتنی است نه در یک قلمرو دور دست یا وضعیتی آسمانی و الهی فراتر از موجودیت فعلی او که از سرزمین مرد خیز است.
او در حالی که در میان هندوها که معتقد به سیستم طبقاتیِ کاستی هستند به دنیا آمد گفت که نباید مردم را به طبقات مختلف تقسیم کرد. او برخلاف هندوها گوشت می‌خورد. البته فقط گوشت حیواناتی را می‌خورد که مردم برای مصرف خودشان کشته بودند و اگر می‌فهمید که آن حیوان را برای سیر کردنِ او کشته‌اند، آن گوشت را نمی‌خورد. او خوردن گوشت اسب، فیل، سگ، مار، ببر، پلنگ و خرس را ممنوع کرد.
او در همهٔ عمرش به سفر برای تعلیمِ روشِ رسیدن به بیداری پرداخت و همراهِ شاگردانش از دهکده‌ای به دهکدهٔ دیگر و از شهری به شهر دیگر می‌رفت و در سن ۸۰ سالگی از دنیا رفت.

## نخستین سخنان بودا
بودا بر آن شد که دانش جدیدی که به آن دست یافته بود را با مردم اشتراک بگذارد تا آن‌ها نیز بتوانند چرخه زندگی و مرگ را تحت تسلط خود درآورند.
او ابتدا می‌خواست دانش جدید را با استادانش در میان بگذارد ولی متوجه شد که دو استاد او دیگر در زنده نیستند. او برای انتقال این دانش به دوستانش به سمت آنها، ایزیپاتانا، رفت. وقتی که پنج دوست بودا او را دیدند تصمیم گرفتند که به او اعتنا نکنند چون می‌پنداشتند دلیل ترک اسکتیک گوتاما این بوده که از راه و روش زندگی مقدس خسته شده و تسلیم شده‌است؛ ولی آن‌ها نتوانستند درخشندگی حضور او را نادیده بگیرند.
آن شب شبی با ماه کامل در ماه ژوئیه بود. در پارک آهو در ایزیپاتانا، بودا اولین خطابه خود را پس از روشن بینی ایراد کرد. این اولین خطابه دهاماچاکا نامیده شده‌است. دهاماچاکا به معنی برپایی آگاهی است. اگرچه گاهی از آن به عنوان چرخ حقیقت یاد می‌کنند. یکی از دوستان بودا به نام کُندانا بعد از شنیدن اولین خطابه بودا به اولین مرحله از پیشرفت معنوی به نام سوتاپاتی رسید. (این مرحله اولین مرحله از تقدس است و و اگر کسی به آن برسد او را با عنوان «وارد شده به جریان» می‌نامند و قادر خواهد بود حداکثر تا هفت تولد دیگر از چرخه مرگ و زندگی خارج شود)
این خطابه به علت اولین خطابه بودن و دربرداشتن افکار بودا در خصوص حقایقی ناب و نشان دادن «راه میانی» از ارزش زیادی برخوردار است.
«راه میانی» راهی بود که بودا پیمود تا به روشن بینی دست یابد. او ثروت و قدرت زیاد خود به عنوان یک شاهزاده و ریاضت کشیدن و شکنجه دادن خود با محروم کردن بدن از نیازهای اساسی را رها کرد و در عوض «راه میانی» را برگزید. او به نیازهای بدنش به جای خواسته‌های ذهنش توجه نمود. این «راه میانی» که او را در خروج از رنج و عذاب یاری نمود در اولین سخنان بودا در هشت نکته ارائه شده‌است:
1. درک درست
2. فکر درست
3. صحبت درست
4. کردار درست
5. گذران زندگی درست
6. کوشش درست
7. اندیشه درست
8. تمرکز درست

پیروی از این هشت نکته باعث فهمیدن چهار حقیقتی می‌شود که باعث خروج انسان از چرخه مرگ و زندگی و رسیدن به نیروانا می‌گردد.

## معجزات بودا
معجزات زیادی به بودا نسبت داده شده‌است. به عنوان نمونه:
- او بعد از تولد ایستاد، هفت قدم راه رفت و جملاتی به زبان آورد. در هر یک از این هفت قدم، یک گل نیلوفر آبی پشت پایش رویید.
- او یک بار کاری کرد که از قسمت بالای بدنش آتش زبانه کشید در حالی که از نیمهٔ پایین بدنش آب جاری می‌شد سپس این کار را برعکس انجام داد و بعد همین کار را از سمت راست و چپ بدنش انجام داد و دوباره در جهت مخالف اجرا کرد.
- یک بار به شاگردش گفت که از چاهی که پر از علف و خار و خاشاک بود آب بیاورد ولی شاگردش نپذیرفت و گفت که آب آن چاه کثیف است؛ ولی بودا با معجزه، آب را پاک و زلال کرد.
- زمانی با شاگردانش به ناحیه‌ای سیل گرفته و غرق در آب رسیدند با فرمان بودا آب به کنار رفت و بودا به زمین خشک پا گذاشت.
- او می‌توانست خود را به تعداد بی‌شماری بودا تبدیل کند و دوباره به یک شخص تبدیل گردد. او می‌توانست خود را به اندازهٔ یک غول درآورد و سپس به اندازهٔ یک مورچه شود یا از دل کوه عبور کند، به عمق زمین فرورود و بیرون بیاید. می‌توانست به آسمان‌ها برود و به خدایان درس دهد و بازگردد. با این حال به باور بودایی‌ها او می‌گفت که این‌ها نباید دلیل ایمان آوردن مردم به یک روشِ زندگی باشد؛ بلکه این درستیِ روش است که باید باعث ایمان آوردن مردم به گفته‌های او شود.[۱۹]

## نظرادیان ابراهیمیدربارهٔ بودا
علمای یهودی و مسیحی باتوجه به اسناد تاریخی که نشان می‌دهد بودا ادعای پیامبری نکرده او را به پیامبری قبول ندارند. اکثر علمای اسلامی نیز همین نظر را دارند، اما عده‌ای با استناد به داستان بوداسف و بولوهر که شیخ صدوق و علامه مجلسی در جلد ۱۷ بحار الانوار نقل کرده، بودا را پیامبر می‌دانند و عده‌ای از علمای اسلامی ساکن آسیای شرقی بودا را همان ذوالکفل می‌دانند که در قرآن از او یادشده‌است. همچنین مسعودی یکی از مورخین بزرگ اسلامی او را بنیان‌گذار دین صابئین و معاصر جمشید شاه می‌داند و قاضی صاعد اندلسی بودا را بنیان‌گذار مذهب حنفا می‌دانست.
حمید عبدالقادر، پژوهشگر اواسط قرن بیستم، در رساله‌ای به نام «بودای بزرگ: زندگی و فلسفه» او (به عربی: «بوذا الأكبر: حياته وفلسفته»)، این فرض را مطرح می‌کند که پیامبری به نام ذو الکفل، یعنی «کسی که اهل کفل» است، که نامش در قرآن دو بار ( الانبیاء ۸۵ و صاد ۴۸) ذکر شده و با صفت‌های صبور و نیک ستوده شده، همان شاکیامونی بوداست. اگرچه بیشتر پژوهشگران معتقدند ذو الکفل همان حزقیال نبی است. عبدالقادر چنین توضیح می‌دهد که «کفل» عربی شده کاپیلا است و این کلمه کوتاه شده کاپیلاوستو است. او همچنین می‌گوید درخت انجیر در قرآن (الطین ۵ - ۱) اشاره دیگری به بودا است زیرا بودا در زیر یک درخت انجیر به روشن‌ضمیری نائل شد. بعضی محققان این نظریه را پذیرفته‌اند و در تأیید آن به سخن بیرونی، مورخ و هندشناس مسلمان ایرانی که در قرن یازدهم زندگی می‌کرد، استناد می‌کنند که از بودا به عنوان پیامبر نام برده است. بعضی هم این استدلال دوم را قبول ندارند و می‌گویند بیرونی صرفاً از نگاه مردم هند بودا را پیامبر نامیده است. برخی محققان بودای آینده و پیش‌گویی شده، بودای مایتریا (Maitreya) که «مهربان» یا «بخشنده» خوانده می‌شود را با محمد پیامبر مرتبط دانسته‌اند که او هم خادم «آنبخشنده» نامیده شده است. هر چند که روشن‌ضمیری بودا در زیر درخت انجیر به وحی تعبیر نشده است. بعدها استادان بزرگ بودایی متون مقدس را به صورت وحی دریافت کردند، نمونه ای از این دست، آسانگا (Asanga) در هند قرن چهارم است که به او بدون واسطه از مایتریا در توشیتا (Tushita) یا بهشت آکنده از خوشی وحی می‌شد.

## ریشه ایرانی
بر پایه پژوهش‌هایی توسط راناجیت پال، این احتمال وجود دارد که بودا از شاهزادگان ایرانی‌تبار بوده‌است.